# Axyronotus cantralli
Axyronotus cantralli – gatunek prostoskrzydłego z rodziny Xyronotidae. Jedyny z monotypowego rodzaju Axyronotus.
Gatunek i rodzaj opisane zostały w 1979 przez W.M. Dirsza i J.B. Masona.
Samce mają ciało długości od 21,8 do 22 mm, a samice od 23,2 do 26,4 mm. Ubarwienie brązowe z lekkim, ochrowym nakrapianiem. W profilu twarz prawie prosta, tylko wklęśnięta pod rozwartokątnym fastigium. Czułki u obu płci krótsze od głowy i przedplecza razem wziętych. Przedplecze nisko dachowate, o ostrej listewce środkowej i bez listewek bocznych. Wyrostek przedpiersia krótki i stożkowaty. Na trzecim tergicie odwłoka brak listewek dźwiękowych. Obie płcie o krótkich, stożkowatych przysadkach odwłokowych, przy czym u samca są one zakończone spiczasto, a u samicy tępe. Płytka subgenitalna u samców płytko trójpłatkowata, u samic zaś o kanciastym wierzchołku.
Prostoskrzydły endemiczny dla Meksyku.